# Фарион, Артур Евгеньевич
Артур Евгеньевич Фарион (27 января 1995, Тула) — российский футболист, защитник.
Начал играть в футбол в клубе «Краснодар». Не сумев пробиться в основу, в 2014 году перешёл в тульский «Арсенал», в составе которого выступал во втором дивизионе и в молодёжном первенстве. В Премьер-лиге в составе «Арсенала» дебютировал 21 марта 2015 года, когда главный тренер Дмитрий Аленичев в знак протеста против переноса игры в Москву выставил дублирующий состав против ЦСКА. Матч завершился со счётом 4:1 в пользу армейцев.